# Llista de topònims de Sant Celoni
Llista de topònims (noms propis de lloc) del municipi de Sant Celoni, al Vallès Oriental
Informació actualitzada per un bot. Els canvis manuals es perdran quan s'actualitzi!

## aqüeducte
| imatge | Nom                      | Ubicat a    | instància de | Detalls                     | coordenades                                                            | Protecció                                  | Commons (més fotos)    | Dades a WD                    |
| ------ | ------------------------ | ----------- | ------------ | --------------------------- | ---------------------------------------------------------------------- | ------------------------------------------ | ---------------------- | ----------------------------- |
|        | aqüeducte de Can Domènec | Sant Celoni | aqüeducte    | Estil: arquitectura popular |                                                                        | bé integrant del patrimoni cultural català |                        | Modifica les dades a Wikidata |
|        | aqüeducte de Can Valls   | Sant Celoni | aqüeducte    | 19th century                | 41° 40′ 17″ N, 2° 30′ 52″ E / 41.67147730978197°N,2.5143671035766606°E |                                            | Aqüeducte de Can Valls | Modifica les dades a Wikidata |

## arbre singular
| imatge | Nom                               | Ubicat a    | instància de   | Detalls                                                                          | coordenades                                                                              | Protecció        | Commons (més fotos)               | Dades a WD                    |
| ------ | --------------------------------- | ----------- | -------------- | -------------------------------------------------------------------------------- | ---------------------------------------------------------------------------------------- | ---------------- | --------------------------------- | ----------------------------- |
|        | aladern fals de Can Valls         | Sant Celoni | arbre singular | Taxon: aladern de fulla ampla (Phillyrea latifolia)                              | 41° 40′ 15″ N, 2° 30′ 50″ E / 41.67083°N,2.51387°E                                       |                  | Aladern fals de Can Valls         | Modifica les dades a Wikidata |
|        | cedre de Can Valls                | Sant Celoni | arbre singular | Taxon: cedre de l'Atles (Cedrus atlantica)                                       | 41° 40′ 12″ N, 2° 30′ 53″ E / 41.670047°N,2.514663°E                                     |                  | Cedre de Can Valls                | Modifica les dades a Wikidata |
|        | faig del pont de l'Aranyal        | Sant Celoni | arbre singular | Taxon: faig (Fagus sylvatica)                                                    | 41° 40′ 13″ N, 2° 30′ 52″ E / 41.67034731026395°N,2.514479756355286°E                    |                  | Faig del pont de l'Aranyal        | Modifica les dades a Wikidata |
|        | plàtans del pont de l'Aranyal     | Sant Celoni | arbre singular | Taxon: plàtan (Platanus ×hispanica)                                              | 41° 40′ 14″ N, 2° 30′ 52″ E / 41.670489°N,2.514336°E                                     |                  | Plàtans del pont de l'Aranyal     | Modifica les dades a Wikidata |
|        | roure de Santa Maria de Montnegre | Sant Celoni | arbre singular | Taxon: roure martinenc (Quercus pubescens) Ample: 23.3m Alt: 23m Perímetre: 4.4m | 41° 39′ 40″ N, 2° 35′ 35″ E / 41.66098°N,2.59306°E ca:Santa Maria del Montnegre 612 msnm | arbre monumental | Roure de Santa Maria de Montnegre | Modifica les dades a Wikidata |

## casa
| imatge | Nom               | Ubicat a     | instància de     | Detalls                                                        | coordenades                                                                  | Protecció                                  | Commons (més fotos)        | Dades a WD                    |
| ------ | ----------------- | ------------ | ---------------- | -------------------------------------------------------------- | ---------------------------------------------------------------------------- | ------------------------------------------ | -------------------------- | ----------------------------- |
|        | Ca l'Alzina Nou   | Sant Celoni  | casa             | Estil: arquitectura eclèctica 19th century                     | 41° 40′ 15″ N, 2° 28′ 58″ E / 41.67078°N,2.48277°E ca:Ctra. d'Arenys de Mar  | bé integrant del patrimoni cultural català | Ca l'Alzina Nou            | Modifica les dades a Wikidata |
|        | Ca l'Audell       | Sant Celoni  | casa             | Estil: arquitectura popular                                    | 41° 40′ 24″ N, 2° 34′ 04″ E / 41.67321°N,2.56785°E 475 msnm                  | bé integrant del patrimoni cultural català | Ca l'Audell                | Modifica les dades a Wikidata |
|        | Ca n'Oller        | Sant Celoni  | casa             | Estil: arquitectura eclèctica                                  | 41° 43′ 05″ N, 2° 34′ 26″ E / 41.71813°N,2.57377°E                           | bé integrant del patrimoni cultural català |                            | Modifica les dades a Wikidata |
|        | Can Barri         | Sant Celoni  | casa             | Estil: noucentisme                                             | 41° 41′ 23″ N, 2° 29′ 34″ E / 41.68968°N,2.49273°E ca:Anselm Clavé, 7        | bé integrant del patrimoni cultural català | Can Barri (Sant Celoni)    | Modifica les dades a Wikidata |
|        | Can Boada         | Sant Celoni  | casa             | Estil: arquitectura popular                                    | 41° 41′ 28″ N, 2° 29′ 36″ E / 41.69098°N,2.49325°E ca:Major, 161             | bé integrant del patrimoni cultural català | Plaça del Bestiar 1        | Modifica les dades a Wikidata |
|        | Can Bruguera      | la Batllòria | casa             | Estil: arquitectura gòtica 16th century                        | 41° 43′ 06″ N, 2° 32′ 51″ E / 41.71832°N,2.547602°E ca:Major 96 msnm         | bé integrant del patrimoni cultural català | Can Bruguera (Sant Celoni) | Modifica les dades a Wikidata |
|        | Can Cabra         | la Batllòria | casa             | Estil: arquitectura gòtica                                     | 41° 43′ 06″ N, 2° 32′ 52″ E / 41.71828°N,2.54786°E                           | bé integrant del patrimoni cultural català |                            | Modifica les dades a Wikidata |
|        | Can Ramis         | Sant Celoni  | casa casa pairal | Estil: arquitectura barroca 18th century                       | 41° 41′ 23″ N, 2° 29′ 32″ E / 41.68971°N,2.49222°E ca:Pl. Major              | bé integrant del patrimoni cultural català | Can Ramis                  | Modifica les dades a Wikidata |
|        | Villa Angela Rosa | Sant Celoni  | casa             | Estil: racionalisme arquitectònic Estat: enderrocat o destruït | 41° 41′ 20″ N, 2° 29′ 39″ E / 41.6889°N,2.49403°E                            | bé integrant del patrimoni cultural català |                            | Modifica les dades a Wikidata |
|        | cal Vilà          | Sant Celoni  | casa             | Estil: arquitectura eclèctica 19th century                     | 41° 41′ 24″ N, 2° 29′ 31″ E / 41.69002°N,2.49181°E ca:Pl. Major, 11 152 msnm | bé integrant del patrimoni cultural català | Cal Vilà (Sant Celoni)     | Modifica les dades a Wikidata |

## curs d'aigua
| imatge | Nom                | Ubicat a                       | instància de | Detalls                                   | coordenades                                                                                               | Protecció | Commons (més fotos) | Dades a WD                    |
| ------ | ------------------ | ------------------------------ | ------------ | ----------------------------------------- | --- | --------- | ------------------- | ----------------------------- |
|        | la Tordera         | Selva Vallès Oriental Maresme  | curs d'aigua | Desemboca: mar Mediterrània Llarg: 61.5km | 41° 48′ 13″ N, 2° 25′ 05″ E / 41.803521°N,2.418014°E 41° 39′ 03″ N, 2° 46′ 39″ E / 41.650939°N,2.777482°E |           | Tordera River       | Modifica les dades a Wikidata |
|        | riera de Montnegre | Sant Celoni                    | curs d'aigua | Desemboca: la Tordera                     | 41° 39′ 33″ N, 2° 33′ 29″ E / 41.659281°N,2.558088°E 41° 42′ 37″ N, 2° 32′ 01″ E / 41.710191°N,2.533488°E |           | Riera de Montnegre  | Modifica les dades a Wikidata |
|        | riera de Pertegàs  | Fogars de Montclús Sant Celoni | curs d'aigua | Desemboca: la Tordera                     | 41° 46′ 16″ N, 2° 26′ 24″ E / 41.771232°N,2.439915°E 41° 41′ 32″ N, 2° 30′ 29″ E / 41.6923°N,2.507943°E   |           | Riera de Pertegàs   | Modifica les dades a Wikidata |

## edifici
| imatge | Nom                                  | Ubicat a    | instància de | Detalls                                    | coordenades                                                                                       | Protecció                                  | Commons (més fotos)                  | Dades a WD                    |
| ------ | ------------------------------------ | ----------- | ------------ | ------------------------------------------ | ------------------------------------------------------------------------------------------------- | ------------------------------------------ | ------------------------------------ | ----------------------------- |
|        | Can Josep Pons Gensana               | Sant Celoni | edifici      | Estil: historicisme arquitectònic          | 41° 41′ 24″ N, 2° 29′ 30″ E / 41.689942°N,2.491601°E                                              | bé integrant del patrimoni cultural català | Can Josep Pons Gensana               | Modifica les dades a Wikidata |
|        | Can Ribot                            | Sant Celoni | edifici      | Estil: arquitectura popular                | 41° 43′ 04″ N, 2° 32′ 49″ E / 41.717886°N,2.547049°E                                              | bé integrant del patrimoni cultural català |                                      | Modifica les dades a Wikidata |
|        | Hostal Montnegre                     | Sant Celoni | edifici      | Estil: arquitectura popular                | 41° 40′ 22″ N, 2° 34′ 05″ E / 41.67277°N,2.56803°E                                                | bé integrant del patrimoni cultural català |                                      | Modifica les dades a Wikidata |
|        | Rajoleria de l'Agustí                | Sant Celoni | edifici      | Estil: arquitectura popular                |                                                                                                   | bé integrant del patrimoni cultural català |                                      | Modifica les dades a Wikidata |
|        | Rectoria Vella                       | Sant Celoni | edifici      | Estil: arquitectura gòtica                 | 41° 41′ 36″ N, 2° 29′ 21″ E / 41.6934°N,2.48916°E ca:Passeig de la Rectoria Vella                 | bé integrant del patrimoni cultural català | Rectoria vella (Sant Celoni)         | Modifica les dades a Wikidata |
|        | Rectoria de Sant Esteve d'Olzinelles | Sant Celoni | edifici      | Estil: arquitectura popular                | 41° 39′ 56″ N, 2° 30′ 46″ E / 41.66553°N,2.51278°E ca:Crtra d'Olzinelles. Al costat de l'església | bé integrant del patrimoni cultural català | Rectoria de Sant Esteve d'Olzinelles | Modifica les dades a Wikidata |
|        | hotel Suís                           | Sant Celoni | edifici      | Estil: arquitectura eclèctica 19th century | 41° 41′ 23″ N, 2° 29′ 30″ E / 41.68974°N,2.49169°E ca:plaça Major, 15 152 msnm                    | bé integrant del patrimoni cultural català | Hotel Suís (Sant Celoni)             | Modifica les dades a Wikidata |
|        | la Verneda                           | Sant Celoni | edifici      |                                            | 41° 43′ 09″ N, 2° 33′ 23″ E / 41.719232969586°N,2.5564729874747°E                                 |                                            |                                      | Modifica les dades a Wikidata |

## edifici industrial
| imatge | Nom        | Ubicat a    | instància de       | Detalls            | coordenades                                                                                            | Protecció | Commons (més fotos) | Dades a WD                    |
| ------ | ---------- | ----------- | ------------------ | ------------------ | --- | --------- | ------------------- | ----------------------------- |
|        | Escorxador | Sant Celoni | edifici industrial | Estil: noucentisme | 41° 41′ 33″ N, 2° 29′ 28″ E / 41.692508697509766°N,2.491194009780884°E ca:Passeig de la Rectoria Vella |           |                     | Modifica les dades a Wikidata |
|        | La Tèrmica | Sant Celoni | edifici industrial | Estil: noucentisme | 41° 41′ 27″ N, 2° 29′ 27″ E / 41.69075775146485°N,2.4907259941101074°E ca:Ramis, 6 / Campins, 2-4      |           |                     | Modifica les dades a Wikidata |

## edifici residencial
| imatge | Nom                   | Ubicat a    | instància de        | Detalls                       | coordenades                                                                                    | Protecció | Commons (més fotos) | Dades a WD                    |
| ------ | --------------------- | ----------- | ------------------- | ----------------------------- | ---------------------------------------------------------------------------------------------- | --------- | ------------------- | ----------------------------- |
|        | Ca la Inés i Cal Toro | Sant Celoni | edifici residencial |                               | 41° 41′ 18″ N, 2° 29′ 19″ E / 41.688385009765625°N,2.4886651039123535°E ca:Major, 44-46        |           |                     | Modifica les dades a Wikidata |
|        | Can Casadevall        | Sant Celoni | edifici residencial | Estil: arquitectura eclèctica | 41° 41′ 24″ N, 2° 29′ 29″ E / 41.69007873535156°N,2.4915053844451904°E ca:Major, 121           |           |                     | Modifica les dades a Wikidata |
|        | Can Maitanquis        | Sant Celoni | edifici residencial |                               | 41° 41′ 27″ N, 2° 29′ 36″ E / 41.69096755981445°N,2.4933600425720215°E ca:Plaça del Bestiar, 1 |           |                     | Modifica les dades a Wikidata |
|        | Can Montua            | Sant Celoni | edifici residencial | Estil: modernisme català      | 41° 41′ 13″ N, 2° 29′ 21″ E / 41.68707656860352°N,2.489227056503296°E ca:Crtra. Vella, 19      |           |                     | Modifica les dades a Wikidata |
|        | Torre de l'Oranich    | Sant Celoni | edifici residencial | Estil: arquitectura eclèctica | 41° 41′ 15″ N, 2° 29′ 26″ E / 41.68749237060547°N,2.490577459335327°E ca:Crtra. Vella, 48      |           |                     | Modifica les dades a Wikidata |

## entitat singular de població
| imatge | Nom          | Ubicat a    | instància de                                                                   | Detalls   | coordenades                                                                  | Protecció | Commons (més fotos)     | Dades a WD                    |
| ------ | ------------ | ----------- | ------------------------------------------------------------------------------ | --------- | ---------------------------------------------------------------------------- | --------- | ----------------------- | ----------------------------- |
|        | Fuirosos     | Sant Celoni | entitat singular de població                                                   | 9 hab     | 41° 41′ 22″ N, 2° 34′ 20″ E / 41.68956980583°N,2.5722980460371°E 160 msnm    |           | Fuirosos                | Modifica les dades a Wikidata |
|        | Montnegre    | Sant Celoni | entitat singular de població ens local històric de Catalunya                   | 315 hab   | 41° 40′ 31″ N, 2° 34′ 03″ E / 41.675140900227°N,2.5675881222216°E 472 msnm   |           | Montnegre (Sant Celoni) | Modifica les dades a Wikidata |
|        | Olzinelles   | Sant Celoni | entitat singular de població ens local històric de Catalunya                   | 54 hab    | 41° 39′ 44″ N, 2° 31′ 29″ E / 41.6622°N,2.52477°E 270 msnm                   |           | Olzinelles              | Modifica les dades a Wikidata |
|        | Pertegàs     | Sant Celoni | entitat singular de població                                                   | 277 hab   | 41° 41′ 37″ N, 2° 30′ 06″ E / 41.6936°N,2.50171°E 120 msnm                   |           | Pertegàs                | Modifica les dades a Wikidata |
|        | Sant Celoni  | Sant Celoni | entitat singular de població capital municipal ens local històric de Catalunya | 16334 hab | 41° 41′ 21″ N, 2° 29′ 23″ E / 41.68921°N,2.48965°E 158 msnm                  |           |                         | Modifica les dades a Wikidata |
|        | Vilardell    | Sant Celoni | entitat singular de població ens local històric de Catalunya                   | 272 hab   | 41° 41′ 46″ N, 2° 31′ 14″ E / 41.6961769994309°N,2.52062549420634°E 167 msnm |           | Vilardell (Sant Celoni) | Modifica les dades a Wikidata |
|        | la Batllòria | Sant Celoni | entitat singular de població                                                   | 1447 hab  | 41° 43′ 03″ N, 2° 32′ 46″ E / 41.717469°N,2.546183°E 92 msnm                 |           | La Batllòria            | Modifica les dades a Wikidata |

## església
| imatge | Nom                                   | Ubicat a     | instància de                 | Detalls                                  | coordenades                                                                                          | Protecció                                  | Commons (més fotos)                        | Dades a WD                    |
| ------ | ------------------------------------- | ------------ | ---------------------------- | ---------------------------------------- | --- | ------------------------------------------ | ------------------------------------------ | ----------------------------- |
|        | Mare de Déu del Puig de Bellver       | Sant Celoni  | església                     | Estil: arquitectura popular              | 41° 41′ 20″ N, 2° 29′ 00″ E / 41.68893°N,2.4832°E ca:Av. de la Verge del Puig                        | bé integrant del patrimoni cultural català | Mare de Déu del Puig de Bellver            | Modifica les dades a Wikidata |
|        | Restes de l'església de Sant Celdoni  | Sant Celoni  | església                     |                                          | 41° 41′ 29″ N, 2° 29′ 37″ E / 41.691314697265625°N,2.493659019470215°E ca:Plaça del Bestiar          |                                            |                                            | Modifica les dades a Wikidata |
|        | Sant Esteve d'Olzinelles              | Sant Celoni  | església església parroquial | Estil: arquitectura romànica             | 41° 39′ 56″ N, 2° 30′ 46″ E / 41.6656°N,2.51285°E ca:Crtra. d'Olzinelles                             | bé integrant del patrimoni cultural català | Sant Esteve d'Olzinelles                   | Modifica les dades a Wikidata |
|        | Sant Llorenç de Vilardell             | Sant Celoni  | església església parroquial | Estil: arquitectura popular              | 41° 41′ 40″ N, 2° 31′ 14″ E / 41.69437°N,2.5205°E                                                    | bé integrant del patrimoni cultural català | Sant Llorenç de Vilardell                  | Modifica les dades a Wikidata |
|        | Sant Martí de Montnegre               | Montnegre    | església                     | Estil: arquitectura popular 17th century | 41° 40′ 26″ N, 2° 34′ 02″ E / 41.67396°N,2.56722°E 467 msnm                                          | bé integrant del patrimoni cultural català | Sant Martí de Montnegre                    | Modifica les dades a Wikidata |
|        | Sant Martí de Pertegàs                | Sant Celoni  | església església parroquial | Estil: arquitectura gòtica               | 41° 41′ 37″ N, 2° 29′ 22″ E / 41.6935°N,2.48958°E ca:Passeig de la Rectoria Vella 153 msnm           | bé integrant del patrimoni cultural català | Sant Martí de Pertegàs                     | Modifica les dades a Wikidata |
|        | Santa Maria de Montnegre              | Sant Celoni  | església                     |                                          | 41° 39′ 39″ N, 2° 35′ 35″ E / 41.660792°N,2.592922°E 612 msnm                                        |                                            |                                            | Modifica les dades a Wikidata |
|        | Santa Maria de l'Esperança            | la Batllòria | església església parroquial | Estil: arquitectura gòtica               | 41° 43′ 05″ N, 2° 32′ 51″ E / 41.71803°N,2.54763°E                                                   | bé integrant del patrimoni cultural català | Santa Maria de l'Esperança de la Batllòria | Modifica les dades a Wikidata |
|        | capella de Sant Ponç de Sant Celoni   | Sant Celoni  | església                     | Estil: arquitectura romànica             | 41° 41′ 33″ N, 2° 29′ 51″ E / 41.6926°N,2.49745°E ca:Av. de Sant Ponç / Plaça Rafael Ferrer 153 msnm | bé integrant del patrimoni cultural català | Capella de Sant Ponç de Sant Celoni        | Modifica les dades a Wikidata |
|        | església de Sant Cebrià de Fuirosos   | Sant Celoni  | església                     | Estil: arquitectura popular              | 41° 41′ 23″ N, 2° 34′ 21″ E / 41.68978°N,2.5725°E ca:Camí de Fuirosos                                | bé integrant del patrimoni cultural català | Sant Cebrià de Fuirosos                    | Modifica les dades a Wikidata |
|        | església de Sant Martí de Sant Celoni | Sant Celoni  | església                     | Estil: arquitectura barroca              | 41° 41′ 23″ N, 2° 29′ 25″ E / 41.68972222°N,2.49027778°E ca:Plaça de l'Església                      | bé integrant del patrimoni cultural català | Església de Sant Martí de Sant Celoni      | Modifica les dades a Wikidata |

## estructura arquitectònica
| imatge | Nom                                | Ubicat a    | instància de              | Detalls | coordenades                                                                                     | Protecció | Commons (més fotos) | Dades a WD                    |
| ------ | ---------------------------------- | ----------- | ------------------------- | ------- | ----------------------------------------------------------------------------------------------- | --------- | ------------------- | ----------------------------- |
|        | Farmàcia Draper                    | Sant Celoni | estructura arquitectònica |         | 41° 41′ 24″ N, 2° 29′ 29″ E / 41.689979553222656°N,2.491358995437622°E ca:Major, 115            |           |                     | Modifica les dades a Wikidata |
|        | Finestres de Can Maties            | Sant Celoni | estructura arquitectònica |         | 41° 41′ 22″ N, 2° 29′ 28″ E / 41.6895637512207°N,2.491143703460694°E ca:Major, 136              |           |                     | Modifica les dades a Wikidata |
|        | Gruta de la Mare de Deu de Lourdes | Sant Celoni | estructura arquitectònica |         | 41° 41′ 24″ N, 2° 29′ 23″ E / 41.68988800048828°N,2.4897851943969727°E ca:Plaça Mossèn Figueras |           |                     | Modifica les dades a Wikidata |

## masia
| imatge | Nom                      | Ubicat a                 | instància de | Detalls                           | coordenades                                                                                         | Protecció                                  | Commons (més fotos)        | Dades a WD                    |
| ------ | ------------------------ | ------------------------ | ------------ | --------------------------------- | --------------------------------------------------------------------------------------------------- | ------------------------------------------ | -------------------------- | ----------------------------- |
|        | Ca l'Alzina Vella        | Sant Celoni              | masia        |                                   | 41° 40′ 12″ N, 2° 30′ 07″ E / 41.6698870971069°N,2.50200856214338°E                                 |                                            |                            | Modifica les dades a Wikidata |
|        | Ca l'Arabia              | Sant Celoni              | masia        |                                   | 41° 39′ 23″ N, 2° 32′ 08″ E / 41.6563459402487°N,2.53562154267449°E                                 |                                            |                            | Modifica les dades a Wikidata |
|        | Ca l'Arabia d'Olzinelles | Sant Celoni              | masia        |                                   | 41° 40′ 15″ N, 2° 32′ 56″ E / 41.67084°N,2.54878°E                                                  |                                            |                            | Modifica les dades a Wikidata |
|        | Ca l'Oms                 | Sant Celoni              | masia        |                                   | 41° 40′ 55″ N, 2° 31′ 54″ E / 41.681910299582°N,2.53168909888757°E                                  |                                            |                            | Modifica les dades a Wikidata |
|        | Ca la Quela              | Sant Celoni              | masia        |                                   | 41° 39′ 30″ N, 2° 32′ 26″ E / 41.6582397433696°N,2.540676422688°E                                   |                                            |                            | Modifica les dades a Wikidata |
|        | Ca n'Agustí              | Sant Celoni              | masia        | Estil: arquitectura neoclàssica   | 41° 39′ 43″ N, 2° 31′ 31″ E / 41.66198°N,2.52529°E ca:Crtra. d'Olzinelles, al final                 | bé integrant del patrimoni cultural català | Ca n'Agustí (Sant Celoni)  | Modifica les dades a Wikidata |
|        | Cal Batllori             | la Batllòria             | masia        | Estil: historicisme arquitectònic | 41° 43′ 11″ N, 2° 32′ 39″ E / 41.71971°N,2.54407°E ca:C. Major, la Batllòria 101 msnm               | bé integrant del patrimoni cultural català | Can Batllori (Sant Celoni) | Modifica les dades a Wikidata |
|        | Cal Febrer               | Sant Celoni              | masia        |                                   | 41° 42′ 12″ N, 2° 28′ 19″ E / 41.7034309430462°N,2.47203879779555°E                                 |                                            |                            | Modifica les dades a Wikidata |
|        | Cal Mas                  | Sant Celoni              | masia        |                                   | 41° 43′ 06″ N, 2° 34′ 24″ E / 41.7183983397694°N,2.57339248050715°E                                 |                                            |                            | Modifica les dades a Wikidata |
|        | Cal Mestre               | Vallgorguina Sant Celoni | masia        |                                   | 41° 39′ 31″ N, 2° 30′ 56″ E / 41.6585962966911°N,2.51563159883353°E                                 |                                            |                            | Modifica les dades a Wikidata |
|        | Cal Paixac               | Sant Celoni              | masia        |                                   | 41° 41′ 03″ N, 2° 30′ 06″ E / 41.6841354934426°N,2.50180258732601°E 156 msnm                        |                                            | Cal Paixac                 | Modifica les dades a Wikidata |
|        | Cal Putxet               | Sant Celoni              | masia        |                                   | 41° 42′ 19″ N, 2° 28′ 11″ E / 41.7052843267589°N,2.46963178210262°E                                 |                                            |                            | Modifica les dades a Wikidata |
|        | Can Bac                  | Sant Celoni              | masia        |                                   | 41° 41′ 51″ N, 2° 34′ 45″ E / 41.6976226779826°N,2.57928640946168°E                                 |                                            |                            | Modifica les dades a Wikidata |
|        | Can Batlle               | Sant Celoni              | masia        | Estil: arquitectura neoclàssica   | 41° 41′ 29″ N, 2° 31′ 20″ E / 41.69128°N,2.52229°E                                                  | bé integrant del patrimoni cultural català | Can Batlle (Sant Celoni)   | Modifica les dades a Wikidata |
|        | Can Besuny               | Sant Celoni              | masia        |                                   | 41° 39′ 38″ N, 2° 32′ 47″ E / 41.6606408427405°N,2.54652076448836°E                                 |                                            |                            | Modifica les dades a Wikidata |
|        | Can Bocs                 | Sant Celoni              | masia        |                                   | 41° 41′ 05″ N, 2° 30′ 39″ E / 41.6845886705204°N,2.51084677743085°E                                 |                                            |                            | Modifica les dades a Wikidata |
|        | Can Bosses               | Sant Celoni              | masia        |                                   | 41° 40′ 31″ N, 2° 32′ 29″ E / 41.6752296397893°N,2.54127647477476°E                                 |                                            |                            | Modifica les dades a Wikidata |
|        | Can Bover                | Sant Celoni              | masia        |                                   | 41° 43′ 06″ N, 2° 32′ 55″ E / 41.7183397633512°N,2.54862792864412°E                                 |                                            |                            | Modifica les dades a Wikidata |
|        | Can Camps                | Sant Celoni              | masia        |                                   | 41° 39′ 29″ N, 2° 32′ 42″ E / 41.65793979721°N,2.5448833338701°E                                    |                                            |                            | Modifica les dades a Wikidata |
|        | Can Cases                | Sant Celoni              | masia        |                                   | 41° 40′ 18″ N, 2° 33′ 17″ E / 41.6716796046593°N,2.55470832900872°E                                 |                                            |                            | Modifica les dades a Wikidata |
|        | Can Coll                 | Sant Celoni              | masia        |                                   | 41° 41′ 37″ N, 2° 31′ 11″ E / 41.6934893513931°N,2.51978021365007°E                                 |                                            |                            | Modifica les dades a Wikidata |
|        | Can Cornell              | Sant Celoni              | masia        |                                   | 41° 41′ 48″ N, 2° 32′ 28″ E / 41.6966204343192°N,2.54099231059591°E                                 |                                            |                            | Modifica les dades a Wikidata |
|        | Can Domènec              | Sant Celoni              | masia        |                                   | 41° 42′ 12″ N, 2° 28′ 13″ E / 41.7032973276265°N,2.47040530762781°E                                 |                                            |                            | Modifica les dades a Wikidata |
|        | Can Dragó                | Sant Celoni              | masia        |                                   | 41° 42′ 15″ N, 2° 30′ 50″ E / 41.7042643286802°N,2.51394285734929°E                                 |                                            |                            | Modifica les dades a Wikidata |
|        | Can Draper               | Sant Celoni              | masia        | Estil: arquitectura popular       | 41° 41′ 01″ N, 2° 29′ 52″ E / 41.68374°N,2.49766°E ca:Olzinelles 144 msnm                           | bé integrant del patrimoni cultural català | Can Draper (Sant Celoni)   | Modifica les dades a Wikidata |
|        | Can Felip                | Sant Celoni              | masia        |                                   | 41° 39′ 28″ N, 2° 31′ 03″ E / 41.65780205994°N,2.51739108898705°E                                   |                                            |                            | Modifica les dades a Wikidata |
|        | Can Fèlix                | Sant Celoni              | masia        |                                   | 41° 39′ 30″ N, 2° 32′ 35″ E / 41.658321277174°N,2.54305395055145°E                                  |                                            |                            | Modifica les dades a Wikidata |
|        | Can Gaspar               | Sant Celoni              | masia        |                                   | 41° 40′ 53″ N, 2° 31′ 49″ E / 41.6814177012152°N,2.53016677384349°E                                 |                                            |                            | Modifica les dades a Wikidata |
|        | Can Ginestar             | Sant Celoni              | masia        |                                   | 41° 40′ 21″ N, 2° 33′ 36″ E / 41.6725290115329°N,2.56009644055903°E                                 |                                            |                            | Modifica les dades a Wikidata |
|        | Can Ginestar Nou         | Sant Celoni              | masia        |                                   | 41° 40′ 29″ N, 2° 33′ 25″ E / 41.6746152544922°N,2.55686257069634°E                                 |                                            |                            | Modifica les dades a Wikidata |
|        | Can Joan de l'Om         | Sant Celoni              | masia        |                                   | 41° 40′ 05″ N, 2° 34′ 28″ E / 41.6680888202539°N,2.57454162379283°E                                 |                                            |                            | Modifica les dades a Wikidata |
|        | Can Juste                | Sant Celoni              | masia        |                                   | 41° 42′ 14″ N, 2° 28′ 39″ E / 41.7039969425453°N,2.4776350799488°E                                  |                                            |                            | Modifica les dades a Wikidata |
|        | Can Lari                 | Sant Celoni              | masia        |                                   | 41° 40′ 11″ N, 2° 35′ 37″ E / 41.6698327181984°N,2.59348632413899°E                                 |                                            |                            | Modifica les dades a Wikidata |
|        | Can Lligada              | Sant Celoni              | masia        | Estil: arquitectura popular       | 41° 40′ 49″ N, 2° 29′ 09″ E / 41.68023213022224°N,2.4857801198959355°E                              | bé integrant del patrimoni cultural català | Can Lligada                | Modifica les dades a Wikidata |
|        | Can Lloró                | Sant Celoni              | masia        |                                   | 41° 42′ 18″ N, 2° 32′ 16″ E / 41.7050380774971°N,2.53774732263171°E                                 |                                            |                            | Modifica les dades a Wikidata |
|        | Can Mainou               | Sant Celoni              | masia        |                                   | 41° 41′ 09″ N, 2° 33′ 18″ E / 41.6858485299393°N,2.55488700758136°E                                 |                                            |                            | Modifica les dades a Wikidata |
|        | Can Minuart              | Sant Celoni              | masia        |                                   | 41° 42′ 26″ N, 2° 29′ 16″ E / 41.707275765956°N,2.48769309917952°E                                  |                                            |                            | Modifica les dades a Wikidata |
|        | Can Móra                 | Sant Celoni              | masia        |                                   | 41° 39′ 30″ N, 2° 31′ 37″ E / 41.6583277305409°N,2.52683953785379°E 398 msnm                        |                                            | Can Móra (Sant Celoni)     | Modifica les dades a Wikidata |
|        | Can Nanes                | Sant Celoni              | masia        |                                   | 41° 39′ 32″ N, 2° 31′ 02″ E / 41.6588638130894°N,2.51713093654698°E                                 |                                            |                            | Modifica les dades a Wikidata |
|        | Can Paquito              | Sant Celoni              | masia        |                                   | 41° 42′ 17″ N, 2° 30′ 52″ E / 41.7047438742402°N,2.514456074405°E                                   |                                            |                            | Modifica les dades a Wikidata |
|        | Can Patraques            | Sant Celoni              | masia        |                                   | 41° 42′ 01″ N, 2° 32′ 41″ E / 41.700271760644°N,2.5445849724999°E                                   |                                            |                            | Modifica les dades a Wikidata |
|        | Can Pau Foguera          | Sant Celoni              | masia        |                                   | 41° 39′ 19″ N, 2° 32′ 01″ E / 41.6553735441431°N,2.53349073089902°E                                 |                                            |                            | Modifica les dades a Wikidata |
|        | Can Pere Ros             | Sant Celoni              | masia        |                                   | 41° 42′ 22″ N, 2° 28′ 32″ E / 41.7061130664905°N,2.47553857441227°E                                 |                                            |                            | Modifica les dades a Wikidata |
|        | Can Plana                | Sant Celoni              | masia        |                                   | 41° 39′ 52″ N, 2° 29′ 57″ E / 41.664325933253°N,2.49907250174177°E                                  |                                            |                            | Modifica les dades a Wikidata |
|        | Can Poliva               | Sant Celoni              | masia        |                                   | 41° 39′ 38″ N, 2° 32′ 34″ E / 41.6605087159731°N,2.54272619981619°E                                 |                                            |                            | Modifica les dades a Wikidata |
|        | Can Poll                 | Sant Celoni              | masia        |                                   | 41° 41′ 53″ N, 2° 28′ 35″ E / 41.6981455375389°N,2.47636044964602°E                                 |                                            |                            | Modifica les dades a Wikidata |
|        | Can Pota                 | Sant Celoni              | masia        |                                   | 41° 39′ 34″ N, 2° 32′ 43″ E / 41.6594558588648°N,2.54524391640833°E                                 |                                            |                            | Modifica les dades a Wikidata |
|        | Can Preses               | Sant Celoni              | masia        |                                   | 41° 40′ 08″ N, 2° 34′ 27″ E / 41.6689525524677°N,2.57428367177409°E                                 |                                            |                            | Modifica les dades a Wikidata |
|        | Can Puig                 | Sant Celoni              | masia        |                                   | 41° 42′ 38″ N, 2° 34′ 37″ E / 41.7106921196518°N,2.5768692472677°E                                  |                                            |                            | Modifica les dades a Wikidata |
|        | Can Puig de les Sitges   | Sant Celoni              | masia        |                                   | 41° 42′ 05″ N, 2° 32′ 57″ E / 41.7014630124157°N,2.54927479246236°E                                 |                                            |                            | Modifica les dades a Wikidata |
|        | Can Puigverd d'Agrefull  | Sant Celoni              | masia        |                                   | 41° 39′ 46″ N, 2° 29′ 55″ E / 41.6628738400087°N,2.49862732008789°E                                 |                                            |                            | Modifica les dades a Wikidata |
|        | Can Puigverd de la Serra | Sant Celoni              | masia        |                                   | 41° 40′ 22″ N, 2° 32′ 41″ E / 41.6728021949797°N,2.5446694568563°E                                  |                                            |                            | Modifica les dades a Wikidata |
|        | Can Reverter             | Sant Celoni              | masia        |                                   | 41° 41′ 55″ N, 2° 28′ 31″ E / 41.6985362981826°N,2.47514345080878°E                                 |                                            |                            | Modifica les dades a Wikidata |
|        | Can Riera de Fuirosos    | Sant Celoni              | masia        | Estil: arquitectura neoclàssica   | 41° 40′ 58″ N, 2° 34′ 49″ E / 41.68279°N,2.58036°E                                                  | bé integrant del patrimoni cultural català |                            | Modifica les dades a Wikidata |
|        | Can Riera de Vilardell   | Sant Celoni              | masia        | Estil: arquitectura popular       | 41° 40′ 59″ N, 2° 32′ 06″ E / 41.68314°N,2.53496°E                                                  | bé integrant del patrimoni cultural català |                            | Modifica les dades a Wikidata |
|        | Can Riera de l'Aigua     | Sant Celoni              | masia        |                                   | 41° 41′ 40″ N, 2° 29′ 33″ E / 41.6944892386432°N,2.49255345192166°E                                 |                                            |                            | Modifica les dades a Wikidata |
|        | Can Roca                 | Sant Celoni              | masia        |                                   | 41° 40′ 14″ N, 2° 28′ 58″ E / 41.6705858617451°N,2.48279453082636°E                                 |                                            |                            | Modifica les dades a Wikidata |
|        | Can Rusques              | Sant Celoni              | masia        |                                   | 41° 40′ 48″ N, 2° 31′ 40″ E / 41.6800022885687°N,2.52765398849811°E                                 |                                            |                            | Modifica les dades a Wikidata |
|        | Can Sanç Nou             | Sant Celoni              | masia        |                                   | 41° 41′ 53″ N, 2° 28′ 51″ E / 41.6981750987554°N,2.48089101165784°E                                 |                                            |                            | Modifica les dades a Wikidata |
|        | Can Sanç Vell            | Sant Celoni              | masia        |                                   | 41° 41′ 50″ N, 2° 28′ 36″ E / 41.6972010861086°N,2.47664452161562°E                                 |                                            |                            | Modifica les dades a Wikidata |
|        | Can Sellers              | Sant Celoni              | masia        |                                   | 41° 42′ 36″ N, 2° 29′ 00″ E / 41.709919868792°N,2.4832142630141°E                                   |                                            |                            | Modifica les dades a Wikidata |
|        | Can Selrac               | Sant Celoni              | masia        |                                   | 41° 42′ 29″ N, 2° 28′ 32″ E / 41.707941382016°N,2.47551169515229°E                                  |                                            |                            | Modifica les dades a Wikidata |
|        | Can Sidro                | Sant Celoni              | masia        |                                   | 41° 41′ 25″ N, 2° 33′ 22″ E / 41.6903023940266°N,2.55600989898634°E                                 |                                            |                            | Modifica les dades a Wikidata |
|        | Can Taró                 | Sant Celoni              | masia        |                                   | 41° 39′ 34″ N, 2° 30′ 59″ E / 41.659446028694°N,2.51635789316775°E                                  |                                            |                            | Modifica les dades a Wikidata |
|        | Can Telleda              | Sant Celoni              | masia        |                                   | 41° 42′ 02″ N, 2° 30′ 01″ E / 41.7006300734937°N,2.50031720376249°E                                 |                                            |                            | Modifica les dades a Wikidata |
|        | Can Terrades             | Sant Celoni              | masia        |                                   | 41° 40′ 07″ N, 2° 32′ 37″ E / 41.668743224277°N,2.5436060043285°E                                   |                                            |                            | Modifica les dades a Wikidata |
|        | Can Toni                 | Sant Celoni              | masia        |                                   | 41° 40′ 42″ N, 2° 33′ 36″ E / 41.678239210097°N,2.56000949923276°E                                  |                                            |                            | Modifica les dades a Wikidata |
|        | Can Torres               | Sant Celoni              | masia        |                                   | 41° 41′ 37″ N, 2° 34′ 48″ E / 41.6934816562719°N,2.57990223720328°E                                 |                                            |                            | Modifica les dades a Wikidata |
|        | Can Torres de Dalt       | Sant Celoni              | masia        |                                   | 41° 41′ 37″ N, 2° 34′ 39″ E / 41.6937338251403°N,2.57743706312824°E                                 |                                            |                            | Modifica les dades a Wikidata |
|        | Can Valls                | Sant Celoni              | masia        |                                   | 41° 42′ 16″ N, 2° 30′ 48″ E / 41.7045503086043°N,2.51341185709996°E                                 |                                            |                            | Modifica les dades a Wikidata |
|        | Can Valls Nou            | Sant Celoni              | masia        |                                   | 41° 42′ 05″ N, 2° 30′ 40″ E / 41.7014515889028°N,2.51122378527041°E                                 |                                            |                            | Modifica les dades a Wikidata |
|        | Can Valls d'Olzinelles   | Sant Celoni              | masia        |                                   | 41° 40′ 13″ N, 2° 30′ 40″ E / 41.6701693224377°N,2.51110010491628°E ca:Crtra. d'Olzinelles 230 msnm |                                            | Can Valls d'Olzinelles     | Modifica les dades a Wikidata |
|        | Can Vernenc              | Sant Celoni              | masia        |                                   | 41° 42′ 20″ N, 2° 33′ 51″ E / 41.7056904495561°N,2.56408929841776°E                                 |                                            |                            | Modifica les dades a Wikidata |
|        | Can Vilardell            | Sant Celoni              | masia        |                                   | 41° 41′ 45″ N, 2° 31′ 02″ E / 41.6958920534404°N,2.51710644583167°E                                 |                                            |                            | Modifica les dades a Wikidata |
|        | Can Xarpa                | Sant Celoni              | masia        |                                   | 41° 39′ 31″ N, 2° 31′ 09″ E / 41.6585211541393°N,2.51918732157395°E                                 |                                            |                            | Modifica les dades a Wikidata |
|        | Can Xic                  | Sant Celoni              | masia        |                                   | 41° 42′ 12″ N, 2° 31′ 51″ E / 41.7032630404073°N,2.53092122445758°E                                 |                                            |                            | Modifica les dades a Wikidata |
|        | Can Xic Nanes            | Vallgorguina Sant Celoni | masia        |                                   | 41° 39′ 32″ N, 2° 30′ 56″ E / 41.6588926632009°N,2.5154251954708°E                                  |                                            |                            | Modifica les dades a Wikidata |
|        | Can Xifrè                | Sant Celoni              | masia        |                                   | 41° 40′ 59″ N, 2° 32′ 11″ E / 41.683125250887°N,2.5362953038208°E                                   |                                            |                            | Modifica les dades a Wikidata |
|        | Collbutí                 | Sant Celoni              | masia        |                                   | 41° 40′ 38″ N, 2° 31′ 34″ E / 41.6772219427598°N,2.52616053545955°E                                 |                                            |                            | Modifica les dades a Wikidata |
|        | Mas Vell                 | Sant Celoni              | masia        |                                   | 41° 42′ 44″ N, 2° 34′ 59″ E / 41.7122636245944°N,2.58296544995184°E                                 |                                            |                            | Modifica les dades a Wikidata |
|        | Masia de Dalt            | Sant Celoni              | masia        |                                   | 41° 42′ 39″ N, 2° 32′ 43″ E / 41.7108682167986°N,2.54515821681228°E                                 |                                            |                            | Modifica les dades a Wikidata |
|        | Torre del Negre          | Sant Celoni              | masia        |                                   | 41° 40′ 26″ N, 2° 29′ 05″ E / 41.673898466601°N,2.4847038463897°E                                   |                                            |                            | Modifica les dades a Wikidata |
|        | Vilarrasa                | Sant Celoni              | masia        |                                   | 41° 41′ 06″ N, 2° 32′ 54″ E / 41.684974459371°N,2.5482975089523°E                                   |                                            |                            | Modifica les dades a Wikidata |
|        | el Forn del Vidre        | Sant Celoni              | masia        |                                   | 41° 41′ 23″ N, 2° 34′ 21″ E / 41.689831°N,2.572487°E ca:Fuirosos 163 msnm                           |                                            | El Forn del Vidre          | Modifica les dades a Wikidata |
|        | els Crous                | Sant Celoni              | masia        |                                   | 41° 40′ 21″ N, 2° 34′ 55″ E / 41.672492178369°N,2.5820216504761°E                                   |                                            |                            | Modifica les dades a Wikidata |
|        | la Casa Vella            | Sant Celoni              | masia        |                                   | 41° 40′ 53″ N, 2° 30′ 57″ E / 41.6812766955066°N,2.51572588192092°E                                 |                                            |                            | Modifica les dades a Wikidata |
|        | la Caseta del Regàs      | Sant Celoni              | masia        |                                   | 41° 41′ 27″ N, 2° 34′ 45″ E / 41.6907858646893°N,2.57917474246094°E                                 |                                            |                            | Modifica les dades a Wikidata |
|        | la Ferreria              | Sant Celoni              | masia        |                                   | 41° 43′ 09″ N, 2° 33′ 19″ E / 41.7190680307296°N,2.55522288270061°E                                 |                                            |                            | Modifica les dades a Wikidata |

## molí d'aigua
| imatge | Nom              | Ubicat a    | instància de | Detalls                     | coordenades                                                                  | Protecció                                  | Commons (més fotos) | Dades a WD                    |
| ------ | ---------------- | ----------- | ------------ | --------------------------- | ---------------------------------------------------------------------------- | ------------------------------------------ | ------------------- | ----------------------------- |
|        | el Molí          | Sant Celoni | molí d'aigua |                             | 41° 43′ 09″ N, 2° 33′ 12″ E / 41.7191060712264°N,2.55341932688731°E          |                                            |                     | Modifica les dades a Wikidata |
|        | molí de Can Coll | Sant Celoni | molí d'aigua | Estil: arquitectura popular | 41° 41′ 53″ N, 2° 30′ 58″ E / 41.6979327104013°N,2.51616579426578°E 115 msnm | bé integrant del patrimoni cultural català | Molí de Can Coll    | Modifica les dades a Wikidata |

## monument
| imatge | Nom                             | Ubicat a    | instància de | Detalls                              | coordenades | Protecció | Commons (més fotos)  | Dades a WD                    |
| ------ | ------------------------------- | ----------- | ------------ | ------------------------------------ | --- | --------- | -------------------- | ----------------------------- |
|        | Escultura Ombres sobre un poema | Sant Celoni | monument     |                                      | 41° 41′ 32″ N, 2° 29′ 12″ E / 41.692344665527344°N,2.4868040084838867°E ca:Av. Onze de Setembre / Esteve Cardelús |           |                      | Modifica les dades a Wikidata |
|        | Escultura Portes del Montseny 1 | Sant Celoni | monument     |                                      | 41° 41′ 41″ N, 2° 29′ 52″ E / 41.69458770751953°N,2.497899055480957°E ca:Final del carrer Bruc (Pertegàs)         |           |                      | Modifica les dades a Wikidata |
|        | Escultura Repòs                 | Sant Celoni | monument     |                                      | 41° 41′ 32″ N, 2° 29′ 30″ E / 41.69210433959961°N,2.4917380809783936°E ca:Lluís Montané / Rectoria Vella          |           |                      | Modifica les dades a Wikidata |
|        | Escultura Salomé                | Sant Celoni | monument     | Creador: Lluís Montané i Mollfulleda | 41° 41′ 09″ N, 2° 29′ 25″ E / 41.68597030639648°N,2.4902710914611816°E ca:Plaça de l'Estació                      |           | Salomé (Sant Celoni) | Modifica les dades a Wikidata |
|        | Homenatge a Quico Sabaté        | Sant Celoni | monument     |                                      | 41° 41′ 29″ N, 2° 29′ 46″ E / 41.69152069091797°N,2.4961130619049072°E ca:Roger de Flor / Crtra. Vella            |           |                      | Modifica les dades a Wikidata |
|        | Monument a la Creu Roja         | Sant Celoni | monument     |                                      | 41° 41′ 35″ N, 2° 29′ 31″ E / 41.69314193725586°N,2.491887092590332°E ca:Creu Roja / Lluís Montané                |           |                      | Modifica les dades a Wikidata |

## muntanya
| imatge | Nom                      | Ubicat a                           | instància de | Detalls | coordenades | Protecció | Commons (més fotos)      | Dades a WD                    |
| ------ | ------------------------ | ---------------------------------- | ------------ | ------- | --- | --------- | ------------------------ | ----------------------------- |
|        | Montllorer               | Sant Celoni                        | muntanya     |         | 41° 40′ 16″ N, 2° 32′ 06″ E / 41.671169°N,2.535038°E 556 msnm                                                                |           | Montllorer               | Modifica les dades a Wikidata |
|        | Pedra Miradora           | Sant Celoni                        | muntanya     |         | 41° 40′ 25″ N, 2° 30′ 28″ E / 41.67366667°N,2.50783333°E 352.7 msnm                                                          |           | Pedra Miradora           | Modifica les dades a Wikidata |
|        | Puig de Bellver          | Sant Celoni                        | muntanya     |         | 41° 41′ 21″ N, 2° 28′ 59″ E / 41.6892°N,2.48306°E 222.6 msnm                                                                 |           | Puig de Bellver          | Modifica les dades a Wikidata |
|        | Puigcastell              | Vallgorguina Sant Celoni           | muntanya     |         | 41° 39′ 34″ N, 2° 30′ 42″ E / 41.65958333°N,2.51163889°E 396.6 msnm                                                          |           | Puigcastell              | Modifica les dades a Wikidata |
|        | Roques Blanques          | Sant Celoni                        | muntanya     |         | 41° 41′ 35″ N, 2° 31′ 48″ E / 41.69294444°N,2.53005556°E 291.6 msnm                                                          |           |                          | Modifica les dades a Wikidata |
|        | Trona del Cego           | Sant Celoni                        | muntanya     |         | 41° 40′ 51″ N, 2° 30′ 35″ E / 41.680759°N,2.50965°E 318.8 msnm                                                               |           | Trona del Cego           | Modifica les dades a Wikidata |
|        | Turó Gros                | Sant Celoni                        | muntanya     |         | 41° 39′ 41″ N, 2° 34′ 36″ E / 41.661482°N,2.576671°E 758.01 msnm                                                             |           | Turó Gros (Sant Celoni)  | Modifica les dades a Wikidata |
|        | Turó d'en Garravista     | Sant Celoni                        | muntanya     |         | 41° 41′ 26″ N, 2° 33′ 46″ E / 41.6906°N,2.56286°E 355.9 msnm                                                                 |           |                          | Modifica les dades a Wikidata |
|        | Turó d'en Vives          | Sant Celoni Sant Iscle de Vallalta | muntanya     |         | 41° 39′ 33″ N, 2° 33′ 18″ E / 41.659259°N,2.555131°E 760 msnm                                                                |           | Turó d'en Vives          | Modifica les dades a Wikidata |
|        | Turó de Marfull          | Sant Celoni                        | muntanya     |         | 41° 42′ 09″ N, 2° 32′ 40″ E / 41.70252778°N,2.54430556°E 318.3 msnm                                                          |           |                          | Modifica les dades a Wikidata |
|        | Turó de la Mira          | Sant Celoni                        | muntanya     |         | 41° 42′ 02″ N, 2° 32′ 04″ E / 41.70047222°N,2.53436111°E 257.3 msnm                                                          |           |                          | Modifica les dades a Wikidata |
|        | Turó del Canyadell       | Sant Celoni                        | muntanya     |         | 41° 40′ 31″ N, 2° 36′ 32″ E / 41.67541111°N,2.60901667°E 41° 40′ 31″ N, 2° 36′ 33″ E / 41.67538889°N,2.60905556°E 559.5 msnm |           |                          | Modifica les dades a Wikidata |
|        | Turó del Fum             | Sant Celoni                        | muntanya     |         | 41° 42′ 55″ N, 2° 35′ 17″ E / 41.71536111°N,2.58816667°E 222.8 msnm                                                          |           |                          | Modifica les dades a Wikidata |
|        | Turó del Vicari          | Fogars de la Selva Sant Celoni     | muntanya     |         | 41° 43′ 02″ N, 2° 35′ 55″ E / 41.71710389°N,2.59855833°E 206.3 msnm                                                          |           |                          | Modifica les dades a Wikidata |
|        | turó de Ca l'Alzina Vell | Sant Celoni                        | muntanya     |         | 41° 40′ 12″ N, 2° 29′ 34″ E / 41.670057°N,2.492723°E 309 msnm                                                                |           | Turó de Ca l'Alzina Vell | Modifica les dades a Wikidata |
|        | turó de Can Felip        | Sant Celoni                        | muntanya     |         | 41° 39′ 26″ N, 2° 31′ 17″ E / 41.657355°N,2.521255°E 417 msnm                                                                |           | Turó de Can Felip        | Modifica les dades a Wikidata |
|        | turó de Rodís            | Sant Celoni                        | muntanya     |         | 41° 40′ 46″ N, 2° 31′ 08″ E / 41.679542°N,2.51877°E 375 msnm                                                                 |           | Turó de Rodís            | Modifica les dades a Wikidata |

## nucli de població
| imatge | Nom                     | Ubicat a    | instància de      | Detalls | coordenades                                                       | Protecció | Commons (més fotos) | Dades a WD                    |
| ------ | ----------------------- | ----------- | ----------------- | ------- | ----------------------------------------------------------------- | --------- | ------------------- | ----------------------------- |
|        | Cal Batlle              | Sant Celoni | nucli de població |         | 41° 41′ 38″ N, 2° 31′ 27″ E / 41.693884257637°N,2.5242008967221°E |           |                     | Modifica les dades a Wikidata |
|        | Can Coll                | Sant Celoni | nucli de població |         | 41° 41′ 18″ N, 2° 30′ 40″ E / 41.688424727711°N,2.5110233954482°E |           |                     | Modifica les dades a Wikidata |
|        | els Boscos de Montnegre | Sant Celoni | nucli de població |         | 41° 41′ 58″ N, 2° 31′ 44″ E / 41.699308109749°N,2.5289681771412°E |           |                     | Modifica les dades a Wikidata |

## pedrera
| imatge | Nom                       | Ubicat a    | instància de | Detalls | coordenades                                                         | Protecció | Commons (més fotos) | Dades a WD                    |
| ------ | ------------------------- | ----------- | ------------ | ------- | ------------------------------------------------------------------- | --------- | ------------------- | ----------------------------- |
|        | Pedrera de Can Lligada    | Sant Celoni | pedrera      |         | 41° 40′ 43″ N, 2° 29′ 30″ E / 41.678524928997°N,2.49171773108875°E  |           |                     | Modifica les dades a Wikidata |
|        | Pedrera del Camp del Pont | Sant Celoni | pedrera      |         | 41° 40′ 30″ N, 2° 29′ 22″ E / 41.6750564066208°N,2.48951046501449°E |           |                     | Modifica les dades a Wikidata |

## polígon industrial
| imatge | Nom                                   | Ubicat a    | instància de       | Detalls | coordenades                                                                  | Protecció | Commons (més fotos)                   | Dades a WD                    |
| ------ | ------------------------------------- | ----------- | ------------------ | ------- | ---------------------------------------------------------------------------- | --------- | ------------------------------------- | ----------------------------- |
|        | Polígon industrial Molí de les Planes | Sant Celoni | polígon industrial |         | 41° 41′ 16″ N, 2° 29′ 53″ E / 41.6877398163681°N,2.49800172427738°E 132 msnm |           | Polígon industrial Molí de les Planes | Modifica les dades a Wikidata |
|        | Polígon industrial del Nord-est       | Sant Celoni | polígon industrial |         | 41° 42′ 18″ N, 2° 31′ 08″ E / 41.705015270135°N,2.51902137561225°E           |           |                                       | Modifica les dades a Wikidata |
|        | Polígon industrial del Sud-oest       | Sant Celoni | polígon industrial |         | 41° 43′ 27″ N, 2° 33′ 45″ E / 41.7241042127524°N,2.56258222913364°E          |           |                                       | Modifica les dades a Wikidata |

## pont
| imatge | Nom                | Ubicat a                                | instància de          | Detalls                                          | coordenades                                                         | Protecció                                  | Commons (més fotos)        | Dades a WD                    |
| ------ | ------------------ | --------------------------------------- | --------------------- | ------------------------------------------------ | ------------------------------------------------------------------- | ------------------------------------------ | -------------------------- | ----------------------------- |
|        | Pont Trencat       | Santa Maria de Palautordera Sant Celoni | pont                  | Estil: arquitectura popular Travessa: la Tordera | 41° 40′ 47″ N, 2° 29′ 13″ E / 41.6798°N,2.48708°E ca:Pont Trencat   | bé cultural d'interès local                | Pont Trencat (Sant Celoni) | Modifica les dades a Wikidata |
|        | Pont de Fusta      | Sant Celoni                             | pont                  | Travessa: la Tordera                             | 41° 43′ 24″ N, 2° 34′ 14″ E / 41.7233056042142°N,2.57054670063288°E |                                            |                            | Modifica les dades a Wikidata |
|        | pont de Can Pàmies | Sant Celoni                             | pont pont de vianants | Travessa: la Tordera                             | 41° 41′ 08″ N, 2° 29′ 47″ E / 41.685424°N,2.49638°E 132 msnm        |                                            | Pont de Can Pàmies         | Modifica les dades a Wikidata |
|        | pont de l'Aranyal  | Sant Celoni                             | pont                  | Estil: arquitectura popular 19th century         | 41° 40′ 13″ N, 2° 30′ 52″ E / 41.67028°N,2.51438°E                  | bé integrant del patrimoni cultural català | Pont de l'Aranyal          | Modifica les dades a Wikidata |

## serra
| imatge | Nom                      | Ubicat a                       | instància de | Detalls | coordenades                                                  | Protecció | Commons (més fotos) | Dades a WD                    |
| ------ | ------------------------ | ------------------------------ | ------------ | ------- | ------------------------------------------------------------ | --------- | ------------------- | ----------------------------- |
|        | serra del Solà d'en Forn | Fogars de la Selva Sant Celoni | serra        |         | 41° 42′ 28″ N, 2° 35′ 38″ E / 41.7078°N,2.59388°E 299.5 msnm |           |                     | Modifica les dades a Wikidata |
|        | serra dels Carners       | Sant Celoni                    | serra        |         | 41° 42′ 45″ N, 2° 35′ 26″ E / 41.7125°N,2.59047°E 231.8 msnm |           |                     | Modifica les dades a Wikidata |

## vèrtex geodèsic
| imatge | Nom             | Ubicat a    | instància de    | Detalls   | coordenades                                                       | Protecció | Commons (més fotos) | Dades a WD                    |
| ------ | --------------- | ----------- | --------------- | --------- | ----------------------------------------------------------------- | --------- | ------------------- | ----------------------------- |
|        | El Puig         | Sant Celoni | vèrtex geodèsic | Alt: 1.2m | 41° 41′ 21″ N, 2° 28′ 59″ E / 41.689203°N,2.483064°E 221.549 msnm |           |                     | Modifica les dades a Wikidata |
|        | Montllorer      | Sant Celoni | vèrtex geodèsic | Alt: 1.2m | 41° 40′ 46″ N, 2° 31′ 07″ E / 41.679501°N,2.518748°E 378.368 msnm |           |                     | Modifica les dades a Wikidata |
|        | Turó Gros       | Sant Celoni | vèrtex geodèsic | Alt: 1.2m | 41° 39′ 41″ N, 2° 34′ 36″ E / 41.661481°N,2.576662°E 773.241 msnm |           |                     | Modifica les dades a Wikidata |
|        | Turó de Marfull | Sant Celoni | vèrtex geodèsic | Alt: 1.2m | 41° 42′ 09″ N, 2° 32′ 39″ E / 41.702542°N,2.5443°E 318.205 msnm   |           |                     | Modifica les dades a Wikidata |

## Misc
| imatge | Nom                                                   | Ubicat a    | instància de           | Detalls                                  | coordenades                                                                                        | Protecció                                            | Commons (més fotos)            | Dades a WD                    |
| ------ | ----------------------------------------------------- | ----------- | ---------------------- | ---------------------------------------- | -------------------------------------------------------------------------------------------------- | ---------------------------------------------------- | ------------------------------ | ----------------------------- |
|        | Can Fabes                                             | Sant Celoni | restaurant             |                                          | 41° 41′ 23″ N, 2° 29′ 38″ E / 41.68972222°N,2.49388889°E                                           |                                                      | Can Fabes                      | Modifica les dades a Wikidata |
|        | Embassament de la riera de Montnegre                  | Sant Celoni | embassament            | Estil: arquitectura popular              | | bé integrant del patrimoni cultural català           |                                | Modifica les dades a Wikidata |
|        | Estació de Sant Celoni                                | Sant Celoni | estació de ferrocarril |                                          | 41° 41′ 09″ N, 2° 29′ 27″ E / 41.685833333333°N,2.4908333333333°E 1502 msnm                        |                                                      | Sant Celoni train station      | Modifica les dades a Wikidata |
|        | Hospital Vell de Sant Antoni i capella de Santa Tecla | Sant Celoni | edifici públic         |                                          | 41° 41′ 20″ N, 2° 29′ 21″ E / 41.68895721435547°N,2.4890925884246826°E ca:Major, 53                |                                                      |                                | Modifica les dades a Wikidata |
|        | Les Llobateres                                        | Sant Celoni | indret                 | Superfície: 8.21ha                       | 41° 43′ 38″ N, 2° 35′ 43″ E / 41.7272°N,2.5954°E                                                   |                                                      | Les Llobateres                 | Modifica les dades a Wikidata |
|        | Portes al Montseny                                    | Sant Celoni | obra escultòrica       | Creador: Josep Plandiura Vilacís 2013    | 41° 41′ 41″ N, 2° 29′ 52″ E / 41.694608°N,2.497907°E Sant Celoni 132 msnm                          |                                                      | Portes al Montseny             | Modifica les dades a Wikidata |
|        | Pou de gel de Can Draper                              | Sant Celoni | pou de neu             | Estil: arquitectura popular 18th century | 41° 40′ 43″ N, 2° 29′ 48″ E / 41.67871°N,2.4968°E ca:Torrent d'Olzinelles 159 msnm                 | bé integrant del patrimoni cultural català           | Pou de gel de Can Draper       | Modifica les dades a Wikidata |
|        | Túnel de l'Autopista                                  | Sant Celoni | túnel                  |                                          | 41° 42′ 21″ N, 2° 31′ 39″ E / 41.7057985326453°N,2.52762147930705°E                                |                                                      |                                | Modifica les dades a Wikidata |
|        | Voltes de la plaça de la Vila                         | Sant Celoni | conjunt urbà           |                                          | 41° 41′ 25″ N, 2° 29′ 32″ E / 41.690330505371094°N,2.492192029953003°E ca:Plaça de la Vila / Major |                                                      |                                | Modifica les dades a Wikidata |
|        | ajuntament de Sant Celoni                             | Sant Celoni | casa consistorial      | Estil: noucentisme                       | 41° 41′ 24″ N, 2° 29′ 33″ E / 41.69005°N,2.49238°E ca:Plaça de la Vila, 1                          | bé integrant del patrimoni cultural català           | Ajuntament de Sant Celoni      | Modifica les dades a Wikidata |
|        | cementiri d'Olzinelles                                | Sant Celoni | cementiri              |                                          | 41° 39′ 56″ N, 2° 30′ 45″ E / 41.66543037931728°N,2.512586116790772°E                              |                                                      | Cementiri d'Olzinelles         | Modifica les dades a Wikidata |
|        | coll de Basses                                        | Sant Celoni | collada                |                                          | |                                                      |                                | Modifica les dades a Wikidata |
|        | creu de terme de Sant Celoni                          | Sant Celoni | creu de terme          | Estil: arquitectura popular              | 41° 41′ 12″ N, 2° 29′ 18″ E / 41.686534°N,2.488309°E ca:Carrer Major - carretera Vella 155 msnm    | bé integrant del patrimoni cultural català           | Creu de terme (Sant Celoni)    | Modifica les dades a Wikidata |
|        | el Salicar                                            | Sant Celoni | assentament humà       | 139 hab                                  | 41° 41′ 43″ N, 2° 30′ 17″ E / 41.69535277777778°N,2.5048555555555554°E                             |                                                      | El Salicar                     | Modifica les dades a Wikidata |
|        | font del Senyor Rector                                | Sant Celoni | font                   |                                          | 41° 39′ 57″ N, 2° 30′ 45″ E / 41.665833°N,2.5125°E                                                 |                                                      | Font del Senyor Rector         | Modifica les dades a Wikidata |
|        | forns de pega                                         | Sant Celoni | forn                   | Estil: arquitectura popular 9th century  | 41° 40′ 11″ N, 2° 30′ 37″ E / 41.66975°N,2.5102°E ca:Prop de can Valls d'Olzinelles 216 msnm       | bé integrant del patrimoni cultural català           | Forns de Pega (Sant Celoni)    | Modifica les dades a Wikidata |
|        | la Força de Sant Celoni                               | Sant Celoni | fortificació           |                                          | 41° 41′ 30″ N, 2° 29′ 35″ E / 41.69166667°N,2.49305556°E                                           | bé d'interès cultural bé cultural d'interès nacional | La Força de Sant Celoni        | Modifica les dades a Wikidata |
|        | la Torre                                              | Sant Celoni | castell                |                                          | 41° 41′ 29″ N, 2° 29′ 41″ E / 41.6913820466219°N,2.49465677588608°E ca:Les Valls                   |                                                      |                                | Modifica les dades a Wikidata |
|        | plaça de la Vila de Sant Celoni                       | Sant Celoni | plaça                  | Estil: arquitectura popular              | 41° 41′ 24″ N, 2° 29′ 31″ E / 41.68991°N,2.49208°E                                                 | bé integrant del patrimoni cultural català           | Plaça de la Vila (Sant Celoni) | Modifica les dades a Wikidata |
|        | xemeneies de Can Pàmies                               | Sant Celoni | xemeneia de fàbrica    | 1930s                                    | 41° 41′ 08″ N, 2° 29′ 40″ E / 41.685556562118755°N,2.4944919347763066°E                            |                                                      | Xemeneies de Can Pàmies        | Modifica les dades a Wikidata |